# Багатолінійна алгебра
В математиці, багатолінійна алгебра розширює методи лінійної алгебри. Так само як і лінійна алгебра, яка побудована на основі поняття вектору та розвиває теорію векторного простору, багатолінійна алгебра основується на понятті p-векторів і полівекторів із зовнішньої алгебри.

## Походження
В векторному просторі розмірністю n, як правило розглядають лише вектори. Згідно твердження Германа Грассмана і інших, ця презумпція не дозволяє розглянути структури із пар, трійок, і полівекторів загалом. Хоча Оскільки існує декілька комбінаторних можливостей, простір полівекторів в результаті має 2n вимірів. Найбільш безпосереднім застосуванням є абстрактне визначення детермінанту (визначника).
Багатолінійна алгебра також має своє застосування при вивченні реакції матеріалу на напругу і деформацію в механіці при різних модулях пружності. Це практичне застосування призвело до появи терміна «тензор», що описує елементи багатолінійного простору.

## Розділи багатолінійної алгебри
Сам предмет багатолінійної алгебри розвивається не так давно, в порівнянні з поняттями представленими нижче. Тут приведені ключові розділи, які відносяться до неї:
- Білінійне відображення
- Метод Крамера
- Спряжений простір
- Нотація Ейнштейна
- Зовнішня алгебра
- Зовнішня похідна
- Дельта Кронекера
- Символ Леві-Чивіти
- Метричний тензор
- Мультилінійна функція
- Тензор
- Тензорна алгебра
- Згортка тензора